# Neandertalmuseet i Krapina
Neandertalmuseet i Krapina eller Krapinaneandertalmuseet (kroatiska: Muzej krapinskih neandertalaca) är ett paleontologiskt naturhistoriskt museum i Krapina i Kroatien. Det etablerades år 1969 och är sedan år 2010 inhyst i en för ändamålet uppförd museibyggnad mellan Hušnjak- och Josipovac-kullen i Krapina. Området där museet ligger är en av Europas största fyndplatser av kvarlevor efter neandertalmänniskor. På en yta av cirka 1 200 kvadratmeter presenteras bland annat neandertalarnas liv och kultur. Museibyggnaden är med gångstigar förbundet med de arkeologiska fyndplatserna på Hušnjak-höjden.